# Seagate Castle

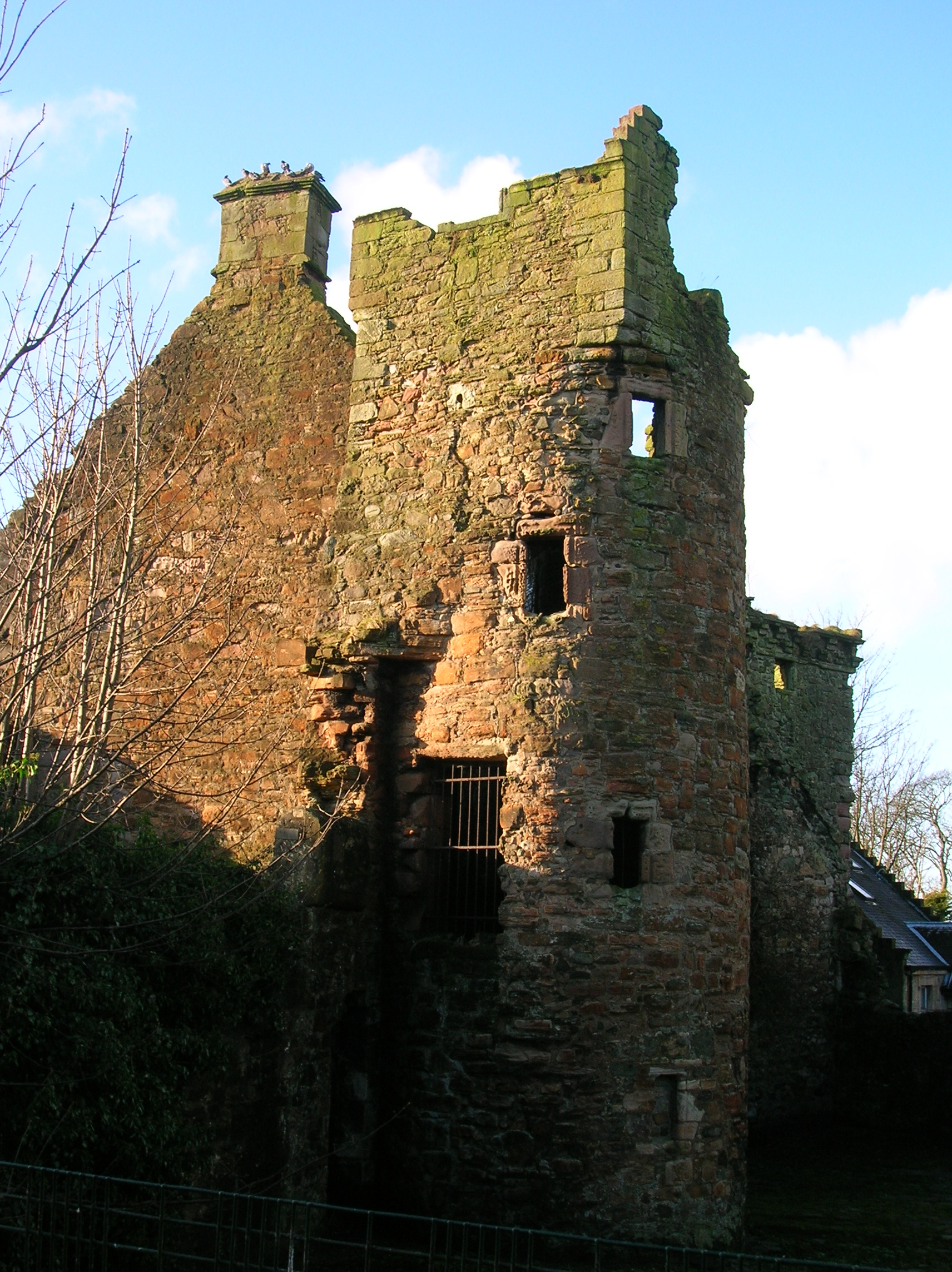
Seagate Castle

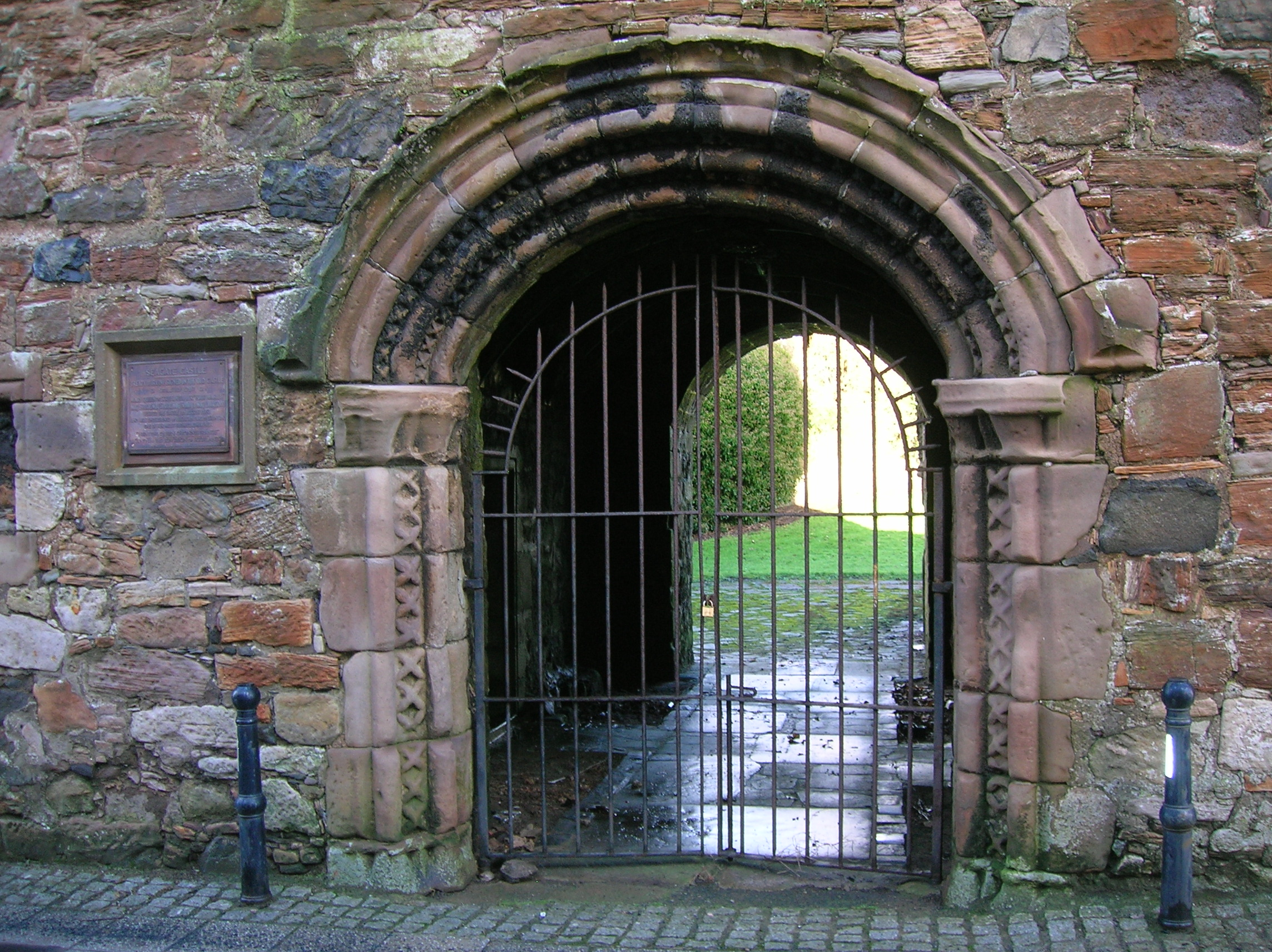
Eingangsportal

Seagate Castle ist eine Burgruine in der schottischen Stadt Irvine in der Council Area North Ayrshire. Die Anlage als Scheduled Monument klassifiziert. Eine ehemalige Aufnahme in die schottischen Denkmallisten in der höchsten Denkmalkategorie A wurde zwischenzeitlich aufgehoben.

## Geschichte
Im Jahre 1184 wird die Burg „Irewin“ erwähnt, eine bedeutende Festung, um welche sich die heutige Stadt Irvine entwickelte. Dort soll im Jahre 1297 der Vertrag von Irvine unterzeichnet worden sein. Möglicherweise nimmt das heutige Seagate Castle denselben Standort ein und umfasst Fragmente der älteren Festung. Seagate Castle wurde zwischen 1562 und 1585 für Hugh Montgomerie, 3. Earl of Eglinton erbaut. Seine Nachfahren bewohnten die Festung bis in die 1740er Jahre. Angeblich ordnete Alexander Montgomerie, 10. Earl of Eglinton die Entfernung des Daches an, um die Balken dem Bau einer Kirche in Ardrossan zuzuführen.

## Beschreibung
Obschon Seagate Castle im Zentrum von Irvine gelegen ist, handelt es sich nicht um das Stadtschloss eines Adligen, sondern um eine Burg. Das Mauerwerk besteht aus Bruchstein vom Sandstein, welcher im vorderen Bereich von roter und im hinteren von grauer Farbe ist. Bei letzterem Bereich handelt es sich möglicherweise um Fragmente der älteren Festung. Das rund 30 m lange Bauwerk wird durch ein mittiges Rundbogenportal mit angeblich normannischem Gewände betreten, welches bis heute vollständig erhalten ist. Links des Tores ist eine Metalltafel angebracht, die auf die Unterzeichnung des Vertrages von Irvine sowie einen Besuch der schottischen Königin Maria Stuart hinweist. Das unregelmäßige Obergeschoss mit mehreren Fensteröffnungen und Schießscharten ist teilweise bis zur Höhe des Treppenturms erhalten. Dieser war mit bewehrten Scharwachttürmen versehen. Die Giebel waren teils als Staffelgiebel gearbeitet.